# 물보라 (영화)
"물보라"는 1980년에 개봉한 대한민국의 영화이다.

## 캐스팅
- 금보라 : 순녀 역
- 하용수
- 김만
- 이대로
- 김인문
- 최남현
- 김천만
- 황민
- 최형인
- 최영주
- 김정란
- 송미남
- 임생출
- 정미경
- 김경란
- 조학자
- 정미자
- 권일정
- 유경애
- 김예성
- 박병기
- 나갑성
- 천지일
- 나소운
- 홍춘길
- 정영국
- 송빈